# Лихобабин, Иван Дмитриевич
Ива́н Дми́триевич Лихоба́бин (27 января 1916, с. Ширяево, Воронежская губерния — 26 апреля 1994, Одинцово, Московская область) — советский лётчик-истребитель, участник Великой Отечественной войны. Полковник, Герой Советского Союза (указ от 26 октября 1944 года).

## Биография
Родился в крестьянской семье. Во время коллективизации вместе с родителями переехал в село Круглолесское (ныне Александровского района Ставропольского края).
Окончил 7 классов Круглолесской школы, техникум советской торговли в городе Орджоникидзе, также занимался в аэроклубе, а в 1940 году окончил лётное училище. Принимал активное участие в Великой Отечественной войне. Совершил 321 боевой вылет, участвовал в 60 воздушных боях, где лично сбил 32 и в группе 7 самолётов противника. Воевал на Северо-Западном, 1-м и 2-м Прибалтийских, 2-м и 3-м Белорусских фронтах. Летал на МиГ-3 в 402-м истребительном авиационном полку.
Заместитель командира 72-го гвардейского истребительного авиационного полка 5-й гвардейской истребительной авиационной дивизии 11-го истребительного авиационного корпуса 3-й воздушной армии майор Лихобабин Иван Дмитриевич 26 октября 1944 года удостоен звания Герой Советского Союза. Медаль «Золотая Звезда» № 4168.
После войны продолжал службу. В 1962 году вышел в отставку в звании полковника. Последние годы проживал в подмосковном городе Одинцово.

## Награды
- Медаль «Золотая Звезда» Героя Советского Союза;
- орден Ленина;
- пять Орденов Красного Знамени;
- орден Александра Невского;
- орден Отечественной войны 1-й степени;
- орден Красной Звезды;
- медали.
- орден Красного Знамени (Монголия) (1942)

## Память
На территории райвоенкомата в селе Александровском Александровского района Ставропольского края установлена памятная стела «Герою Советского Союза И. Д. Лихобабину». В 2016 году на здании школы № 5 в селе Круглолесском, в которой учился И. Д. Лихобабин, была открыта мемориальная доска в его честь.